# 基督教國家統一黨

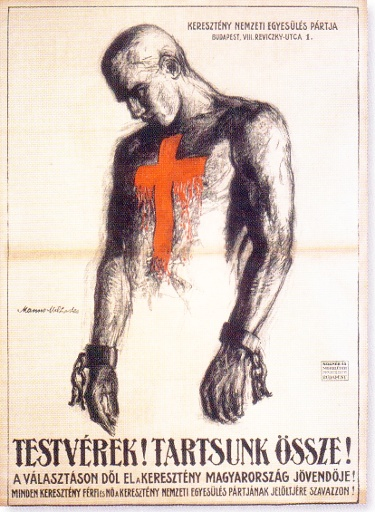
基督教國家統一黨

基督教國家統一黨（匈牙利語：Keresztény Nemzeti Egyesülés Pártja；簡稱KNEP）是匈牙利的一個短命的政黨，由Friedrich István成立。在其存在的時間裡，它僅參與了一次選舉，並且獲得了勝利。由於內部的緊張關係，在三次國際和平條約（Trianoni békeszerződés）之後，由於拜特倫·伊斯特萬帶領支持者出走，導致該黨迅速泡沫化並幾乎解散，後來，拜特倫派的成員與薩博的全國小農黨合作，共同創立了在兩次世界大戰之間統治並贏得所有選舉的聯合黨，一直到箭十字黨（nyilasok）掌權。
1. ↑  https://web.archive.org/web/20090208141200/http://lexikon.katolikus.hu/LINKEK/LINKKKKK/LINKKE/19KERNEM.HTML